# I Swear...
I Swear... är det amerikanska metalcore-bandet Inhale Exhales andra album. Det släpptes 10 juni, 2008 på Solid State Records.

## Låtlista
1. I Needed A Space Ship (Instead I Got Problems) - 3:34
2. It's Myself Vs. Being A Man - 4:55
3. The Impatient Will Suffer - 4:40
4. Is The Fact That I'm Trying To Do It, Doing It For You? - 3:26
5. I Live The Bad Life (You Make It Worse) - 3:46
6. No One Is Invincible - 4:34
7. The Words That We Have Chosen - 3:38
8. Drink Till We Drop - 3:19
9. I'll Die With No Friends And A Grin On My Face - 4:00
10. Fluvanna - 4:07
11. Knowledge = Priceless - 4:18

## Personal
- Ryland Raus - sång
- John LaRussa - gitarr
- Chris "Gator" Carroll - trummor
- Jeremy Gifford - bas
- Travis Wyrick - producent